# حافه (روستا)
 حافه  به عربی ( الَحافَة )، روستایی است در دهستان وادی اجبار از توابع استان 
استان صَنعاء در کشور یمن در شبه جزیره عربستان.

## جمعیت
جمعیت آن (۷۰ ) نفر (۸ خانوار) می‌باشد.